# Jean Delumeau
Jean Delumeau (* 18. Juni 1923 in Nantes; † 13. Januar 2020 in Brest) war ein französischer Historiker und Professor mit dem Schwerpunkt Geschichte der römisch-katholischen Kirche. Er schrieb auch „Geschichte der Angst im Abendland“ (La peur en occident, 1978).

## Leben
Nach einem 1943 begonnenen geisteswissenschaftlichen Studium an einer École normale supérieure (ENS) trat Delumeau 1947 eine Stelle als Professor am Lycée Alain-Fournier in Bourges an. Von Oktober 1948 bis Oktober 1950 war er Mitglied der École française de Rome. Von Oktober 1950 bis Oktober 1954 war er Professeur de première Supérieure am Lycée Chateaubriand in Rennes. Von Oktober 1954 bis Oktober 1955 war er am Centre national de la recherche scientifique tätig. Im Juni 1955 promovierte er zum Docteur ès Lettres.
Von Oktober 1955 bis Oktober 1970 war er Maître de conférences bzw. Professor für Frühe Neuzeit in Rennes. Von 1964 bis 1970 war er Direktor am Centre Armoricain de Recherches historiques. Von 1970 bis 1975 war er Professor für Frühe Neuzeit an der Universität Paris 1 Panthéon-Sorbonne sowie Direktor von dessen Centre de Recherches d’Histoire Moderne (CRHM). Von 1963 bis 1978 war er Directeur d’études an der École pratique des hautes études (6. Sektion). Ab 1978 war er Directeur associé an der École des Hautes Études en Sciences Sociales.
Delumeau hielt von 1975 bis 1994 den Lehrstuhl für Histoire des mentalités religieuses am Collège de France in Paris. Ab 1988 gehörte er der Académie des Inscriptions et Belles-Lettres und ab 1993 der Academia Europaea an.
Ab 1947 war Jean Delumeau verheiratet, aus der Ehe stammten drei Kinder, darunter der Historiker Jean-Pierre Delumeau.

## Wirken
Die ersten wissenschaftlichen Veröffentlichungen bezogen sich auf die Geschichte Roms. 1968 erhielt er den Grand Prix Gobert der Académie française für sein Werk La Civilisation de la Renaissance (1967). Mit seinem Werk Le Christianisme va-t-il mourir ? wurde er 1977 einer breiten Öffentlichkeit bekannt; das Werk wurde ausgezeichnet mit dem Grand prix catholique de littérature. Weitere ausgezeichnete Werke folgten, unter anderem die Geschichte des Paradieses (Une histoire du Paradis) in drei Bänden (1992, 1995 und 2000).
1984 wurde er mit der Ehrendoktorwürde der Universität Porto geehrt. Es folgten Ehrendoktorwürden der kanadischen Université de Sherbrooke (1986), der Universität Lüttich (1992) und der Universidad de Deusto (1996).
Delumeau war Träger des Ordre des Palmes Académiques (Offizier), des Ordre national du Mérite (Offizier), des Ordre des Arts et des Lettres (Offizier) sowie Mitglied der Ehrenlegion (Ritter).

## Nachruf
Jean Delumeau hatte selbst einen Text verfasst, der zu seinem Tode veröffentlicht werden sollte:

« Ma vie a eu ses peines et ses joies, ses échecs et ses succès, ses ombres et ses lumières, ses fautes, ses erreurs et ses insuffisances, et aussi ses enthousiasmes, ses élans et ses espérances. J’ai terminé ma course. Que je m’endorme dans ta paix et dans ton pardon ! Sois mon refuge et ma lumière. Je m’abandonne à toi. Je vais entrer dans la terre. Mais que mon ultime pensée soit celle de la confiance. »

„Mein Leben hatte seine Schmerzen und Freuden, seine Misserfolge und Erfolge, seine Schatten und Lichter, seine Fehler, seine Irrtümer und Unzulänglichkeiten und auch seine Begeisterung, seine Impulse und Hoffnungen. Ich beendete meinen Lauf. Möge ich in deinem Frieden und in deiner Vergebung einschlafen! Sei meine Zuflucht und mein Licht. Ich übergebe mich dir. Ich werde in die Erde eingehen. Aber möge mein letzter Gedanke das des Vertrauens sein.“

## Werke
- Vie économique et sociale de Rome dans la seconde moitié du XVe siècle, 2 Bände, De Boccard, Paris 1957–1959.
- L’Alun de Rome, SEVPEN, Paris 1962.
- Naissance et affirmation de la Réforme, PUF Nouvelle Clio, Paris 1965.
- La Civilisation de la Renaissance, Arthaud, Paris 1967.
- Le Catholicisme entre Luther et Voltaire, PUF Nouvelle Clio, Paris 1971.
- L’Italie de Botticelli à Bonaparte, A. Colin, Paris 1974.
- Le Christianisme va-t-il mourir ? Hachette, Paris 1977.
- La Peur en Occident (XIVe–XVIIIe siècles). Une cité assiégée, Fayard, Paris 1978.
  - Angst im Abendland – Die Geschichte kollektiver Ängste im Europa des 14. bis 18. Jahrhunderts, Rowohlt, Reinbek bei Hamburg 1989, ISBN 3-499-55503-4.
- Le Péché et la peur. La culpabilisation en Occident (XIIIe–XVIIIe siècles), Fayard, Paris 1983.
- Rassurer et protéger. Le sentiment de sécurité dans l’Occident d’autrefois, Fayard, Paris 1989.
- L’Aveu et le pardon. Les difficultés de la confession, XIIIe-XVIIIe siècles, Fayard, Paris 1990.
- Une histoire du paradis: I – Le jardin des délices, Fayard, Paris 1992.
- (Hg.) L’Historien et la foi, Fayard, Paris 1996.
- Des Religions et des Hommes, Desclée de Brouwer, Paris 1997.
- Le mystère Campanella, Ed. Fayard, Paris 2008.
- À la recherche du paradis, Éditions Fayard, Paris 2010.
- L’avenir de Dieu, CNRS Éditions, Paris 2015.